# Kazamata (okrętownictwo)

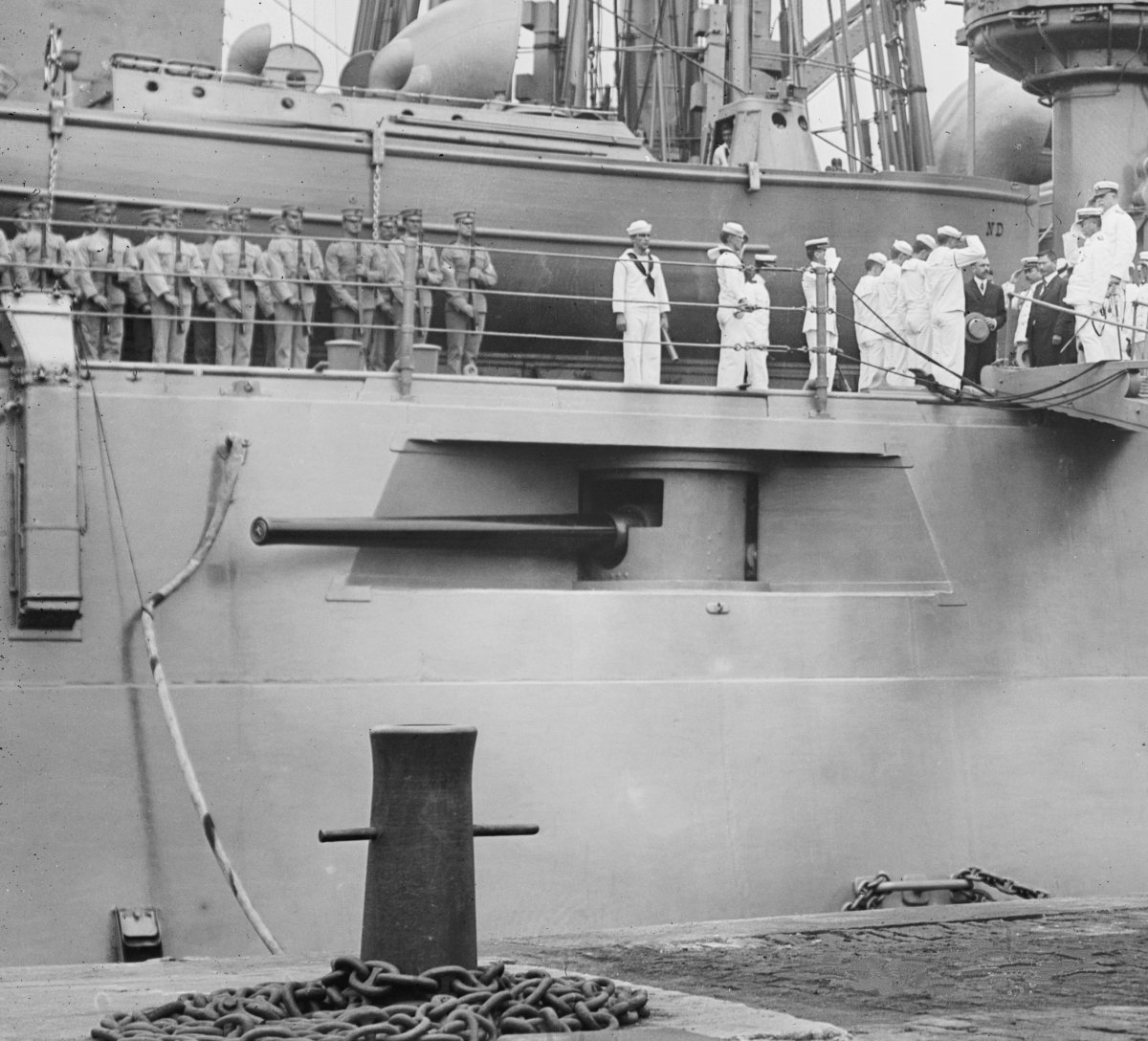
Kazamata z działem 127 mm na pancerniku USS „North Dakota”

Kazamata – zamknięte opancerzone pomieszczenie na dawnych okrętach, w którym znajdowało się działo wraz z obsługą. Kazamaty pojawiły się wkrótce po wprowadzeniu pancerza do konstrukcji okrętów, w latach 60. XIX wieku i umieszczone były na burtach lub w nadbudówkach okrętu. 
Działa umieszczone w kazamatach miały zwykle niewielki kąt ostrzału w płaszczyźnie poziomej (do kilkudziesięciu stopni) oraz jeszcze mniejszy kąt ostrzału w płaszczyźnie pionowej. Mogły więc one prowadzić ogień tylko w jednym sektorze, w kierunku celów znajdujących się po stronie burty, czasem także w kierunku dziobu albo rufy, zależnie od rozmieszczenia kazamat.
W konstrukcji okrętów po I wojnie światowej kazamaty zostały ostatecznie wyparte przez wieże artyleryjskie, zapewniające duży kąt ostrzału w poziomie.
Nazwę kazamata stosuje się także na określenie całej pancernej nadbudówki niektórych pierwszych okrętów pancernych, w całości pokrytych pancerzem, w którym było kilka stanowisk dział.